# One (テレビ番組)
『One』（ワン）は、日本海テレビで2024年7月1日から平日夕方に山陰ローカルで放送されている報道番組。

## 概要
約14年にわたり放送されてきた『ニュースevery日本海』をリニューアルする形で放送が開始された。番組ロゴでは「One LIFE&NEWS」と表記されている。タイトルの「One（ワン）」は日本海テレビのチャンネル番号（リモコンキーID）「1」の英語読みに由来する。
コンセプトは「きょうイチの情報をイチ早く。」。
スタジオは、『ニュースevery日本海』までとは違い、全編鳥取本社第1スタジオを使用。スタジオセットも変わり、奥行きのある明るいスタジオにリニューアルされた。ただし、祝日や年末年始、お盆、ゴールデンウイーク中の放送はこれまで通り報道スタジオを使用し、コメンテーターは出演しない。

## 放送時間
- 月 - 金曜日 15:48.30 - 19:00（2024年7月1日 - ）
  - EPGでは15:48まで『情報ライブ ミヤネ屋』（読売テレビ制作。制作局をはじめとする日本テレビ系列局の大半では13:55 - 15:50）と表示されており[6]、同番組からステーションブレイクなしで接続する。
  - 15:50 - 16:20頃[注釈 2]は『news every.・第1部』の任意ネット枠（「4時コレ」までネット。ただし「くわしくッ･天気」は山陰のニュース・天気に、「ワンポイント天気」は「気象情報・16時台」にそれぞれ差し替え）、16:45 - 17:53は『news every.・第2部』の任意ネット枠（中盤の「木原さんのお天気」も差し替えなしで放送。ただし直前に放送されている「きょうのevery.特集」（『news every.・第3部』の関東ローカル枠「every.特集・第3部」の予告。「一部地域を除く」という表示がある）は日本海テレビの番組宣伝に差し替え）、17:53 - 18:15は『news every.・第3部』のNNN枠（いずれも日本テレビ制作）をそれぞれ内包[1]。
  - 『news every.・第3部』の関東ローカル枠内の「きょうコレ」もコーナー途中まで時差ネット（ただし尺の都合で放送しない場合がある）。
  - 15:48.30 - 15:50はオープニング、16:20頃 - 16:45は気になるテーマを掘り下げた特集コーナー、旬のスポットからの中継、日替わりの企画コーナー、人気タレントを目指して各業界の達人に入門するミニコーナーなど、18時台は山陰地方のニュースを放送[注釈 3][3][4][7]。
  - 祝日や年末年始、ゴールデンウイーク、お盆の期間は当番組の16時台を休止し、『news every.・第1部』を臨時フルネット（この場合、山陰のニュースは15:48.30 - 15:50に変更。「くわしくッ･天気」「ワンポイント天気」「#みんなのギモン」も差し替えなしで放送）するか、その他の特別番組を放送（この場合、15:48.30 - 15:50はステーションブレイクに変更）することがある。それ以外であっても特別番組を放送するため16時台と『news every.・第1部』の任意ネット枠を臨時に休止する場合は、鳥取本社第1スタジオではなく報道スタジオを使用するため祝日や年末年始、ゴールデンウイーク、お盆の期間と同様の扱いとなる。また、一部の祝日は『news every.・第1部』自体を休止としており（「くわしくッ･天気」「ワンポイント天気」「#みんなのギモン」も休止。『news every.・第2・3部』は通常通り）、その場合、日本テレビにおける『news every.・第1部』休止に伴う代替番組を同時ネットするか、自主編成番組を放送して穴埋めする。なお、毎年1月第2月曜日（成人の日）は、『全国高等学校サッカー選手権大会 決勝』中継（日本テレビを中心とした民間放送43社共同制作であるため、準決勝2試合（毎年1月第2月曜日の前々日（土曜日））・決勝1試合（毎年1月第2月曜日（成人の日））の合計3試合は地元校が敗退した場合でも必ずネットしなければならない。ただし、編成の都合上、日本テレビ系列以外の局は録画ネットとなる）のため、中継の延長の有無にかかわらず『news every.・第1部』自体が休止、『news every.・第2部』が5分短縮（16:50 - 17:53）となる。

## 出演者
特記のない者は、出演時点で日本海テレビアナウンサー。いずれも『ニュースevery日本海』から続投。
メインキャスター
- 中山紗希（月 - 水曜日）
- 神岡遼（木・金曜日）[8]

ニュースキャスター
- 福谷貞夫（月 - 水曜日）
- 小林沙貴（木・金曜日）

天気キャスター
- 田中井優希[注釈 4]（オフィス気象キャスター所属。気象予報士・防災士）[9] - 2025年3月24日から。
  - 16時台後半（『news every.・第1部』の任意ネット枠「ワンポイント天気」の差し替え）と18時台の天気を担当。
  - 16時台前半の天気（『news every.・第1部』の任意ネット枠「くわしくッ･天気」の差し替え）はメインキャスター（中山紗希・神岡遼）が担当。
  - 17時台は『news every.・第2部』の任意ネット枠「木原さんのお天気」（日本テレビ制作）を差し替えなしで放送するため、木原実（木原実事務所代表。気象予報士・防災士、俳優、声優）が担当。

リポーター
- 福谷貞夫（月曜日16時台「Oneスポ」、火曜日（以前は木曜日）16時台「駅から1万歩の旅」、火曜日16時台「Oneトレ」「キックオフ! GAINARE」）[10]
- 中尾真亜理[注釈 5]（木曜日16時台「Oneタメ」、金曜日16時台「中継」、18時台）[11][12] - 『オンガクお嬢』に関係する場合はオンガクお嬢として出演する。
- 小林沙貴（木曜日16時台「Oneタメ」、16時台・18時台「読み解く」、毎月1回18時台「アクション!みんなの防災」）
- 神岡遼（木曜日16時台「Oneタメ」、金曜日16時台「Oneイベ」）
- 岩本泰平（月曜日16時台「山陰スカイウォーカー」、金曜日16時台「中継」「最高の旬カン」「Oneカル」「Oneイベ」「海と日本PROJECT in とっとり」）[13][14]
- 中山紗希（月曜日16時台「Oneスポ」、18時台「現役警察官が解説!」）
- 村尾莉采[注釈 6]（火曜日16時台「Oneトレ」、16時台・18時台「読み解く」）[15][16]
- 石原綾[注釈 7]（月曜日16時台・18時台「Oneスポーツ」、火曜日16時台「Oneトレ」、18時台） - 2024年9月10日から
- 定常菜都子（日本海テレビディレクター。火曜日16時台「Oneトレ」、木曜日（以前は火曜日）16時台「特集」「山陰のマル活!」）[17]
- 中本帆乃花（日本海テレビ記者。18時台）
- 岡村尚子[注釈 8]（タレント。金曜日16時台「中継」「キックオフ! GAINARE」）[18][19]
- Sakica[注釈 9]（ステライル代表取締役。モデル。火曜日16時台「特集」）[20][21]
- 安田和[注釈 10]（モデルスタジオミューズ所属。モデル。水曜日16時台「中継」「リポート」（隔週））[22][23][24][25]
- 薄井靖代（フリーアナウンサー、元山陰放送アナウンサー。水曜日16時台「中継」「リポート」（隔週））[26][27][28]
- 山田千咲（インフルエンサー、モデル。木曜日16時台） - 2025年3月27日から。

ゲストコメンテーター
- 川口和久（元プロ野球選手（投手）・コーチ、解説者・タレント・農家。月曜日（火曜日・水曜日・木曜日に出演する場合もある））
- 小幡美香[注釈 11]（さぎの湯温泉 竹葉 女将。木曜日（2025年3月24日までは月曜日））[29][30]
- 原田省[注釈 12]（鳥取大学副学長（当時。現在は学長）。火曜日・水曜日）
- 下澤武志（砂の美術館館長。火曜日）
- 西尾太一（鳥取県庁国際観光課。火曜日）
- 市谷沙織（麒麟のまち観光局スタッフ、元とっとり観光親善大使、料理家。月曜日・火曜日・水曜日・金曜日）
- 安井敏恵（ギャラリーそら代表。火曜日・水曜日・木曜日（金曜日に出演する場合もある））
- クリソン・メリサ（三朝町役場観光交流課国際交流員。火曜日・水曜日・木曜日）
- 濵田卓志[注釈 13]（倉吉うつぶき法律事務所弁護士。水曜日・金曜日）[31]
- 佐藤みどり（ドリー）[注釈 14]（モデルスタジオミューズ所属。モデル。水曜日）[32][33]
- 松井太郎（あきんど太郎代表。水曜日）
- 上田まりえ（タレント。元日本テレビアナウンサー。水曜日）
- 浦上克哉（鳥取大学医学部保健学科認知症予防学講座（寄附講座）・教授、日本認知症予防学会代表理事。水曜日）[34][35]
- 西川昌孝（西川ピアノ調律所代表取締役。木曜日（水曜日・金曜日に出演する場合もある））[36]
- 加藤寛（太陽[注釈 15]代表取締役。火曜日・木曜日・金曜日（月曜日・水曜日に出演する場合もある））[37]
- 中井みずほ（Tottori Mama’s（）代表。木曜日（火曜日・水曜日に出演する場合もある））[38][39]
- 松林安美[注釈 16]（経営コンサルタント（Marketing Innovation J 代表）。金曜日（月曜日・火曜日・水曜日・木曜日に出演する場合もある））[40][41]
- 竹内由佳（公立鳥取環境大学経営学部副学部長（准教授）。金曜日）[42]
- リエヴェン・アントニー（三朝温泉観光協会事務局長。火曜日・水曜日・金曜日）[43]
- 川村諒志（OMOI代表取締役。金曜日（月曜日・火曜日に出演する場合もある））[44]

解説
- 波田貴幸（鳥取県警察本部生活安全企画課 警部補。18時台「現役警察官が解説!」）

ナレーター
- 福谷貞夫
- 中尾真亜理
- 小林沙貴
- 神岡遼
- 岩本泰平
- 中山紗希
- 村尾莉采
- 石原綾 - 2024年9月から。
- 岡村尚子[注釈 8]（タレント。月 - 金曜日16時台「達人に入門」）[18]

特別ゲスト
- あおやかみじろう（ねんりんピックはばたけ鳥取2024公式キャラクター[注釈 17]。着ぐるみ。2024年7月19日（16時台のみ））
- DRUM TAO（2024年9月26日（16時台「Oneタメ」））
- MALTA（サックス奏者）（2024年10月18日（16時台「リポート」））
- 伊藤楽（俳優、モデル、シンガーソングライター）（『ZIP!』「旅するエプロン〜30秒のごちそう〜」担当。2024年12月6日（16時台。鳥取県編（2024年12月16日 - 12月19日）の告知））
- 池田航（俳優、モデル）（『ZIP!』「旅するエプロン〜30秒のごちそう〜」担当。2024年12月6日（16時台。鳥取県編（2024年12月16日 - 12月19日）の告知））
- 曽我大地（ガイナーレ鳥取 MF）（2025年2月4日（16時台「キックオフ! GAINARE」））
- 吉田伊吹（ガイナーレ鳥取 FW）（2025年2月4日（16時台「キックオフ! GAINARE」））

### 過去
| 期間      | 期間      | メイン      | メイン     | ニュース    | ニュース   | 天気       |
| 期間      | 期間      | 月 - 水曜日 | 木・金曜日 | 月 - 水曜日 | 木・金曜日 | 天気       |
| --------- | --------- | ----------- | ---------- | ----------- | ---------- | ---------- |
| 2024.7.1  | 2025.3.21 | 中山紗希    | 神岡遼     | 福谷貞夫    | 小林沙貴   | 町田朱理   |
| 2025.3.24 | 現在      | 中山紗希    | 神岡遼     | 福谷貞夫    | 小林沙貴   | 田中井優希 |

- 町田・田中井以外は出演当時日本海テレビ所属。
- 町田・田中井はオフィス気象キャスター所属。気象予報士・防災士。

天気キャスター
- 町田朱理[注釈 18]（オフィス気象キャスター所属。気象予報士・防災士）[45] - 2025年3月21日まで。

リポーター
- 三浦康暉（月曜日16時台「Oneスポ」、18時台「中継」） - 2024年9月まで。9月30日をもって退社。
- ケビン[注釈 19]（モデルスタジオミューズ所属。モデル。月 - 金曜日16時台「達人に入門」）[46][47]
- 川津逢寿[注釈 20]（モデルスタジオミューズ所属。モデル。月 - 金曜日16時台「達人に入門」）[48][47]
- 一輝[注釈 21]（モデルスタジオミューズ所属。モデル。月 - 金曜日16時台「達人に入門」）[49][47]
- 町田朱理[注釈 18]（オフィス気象キャスター所属。気象予報士・防災士。火曜日16時台「駅から1万歩の旅」） - 2025年3月21日まで。
- 宇賀神真紀子（うがちゃん）[注釈 22]（ANA客室乗務員、日本海テレビ広報（na-naライター）（当時。現在はANA客室乗務員）。18時台「移住CAのはっけん!」）[50][51][52] - 2025年3月まで。

ナレーター
- 三浦康暉 - 2024年9月まで。9月30日をもって退社。

## タイムテーブル
2025年3月31日現在。一部時間は目安。日本テレビ・日本海テレビの編成の都合によりコーナーが前後する場合がある。なお、特別番組を放送するため16時台と『news every.・第1部』の任意ネット枠を臨時に休止する場合は、鳥取本社第1スタジオではなく報道スタジオを使用するため祝日や年末年始、ゴールデンウイーク、お盆の期間と同様の扱いとなる。
- ■ … 日本テレビと同時ネット。
- □ … 時差ネット。

| 時刻        | 時刻     | 放送内容                   | 備考 |
| 月 - 木曜日 | 金曜日   | 放送内容                   | 備考 |
| ----------- | -------- | -------------------------- | --- |
| 15:48.30    | 15:48.30 | オープニング               | 『情報ライブ ミヤネ屋』からステーションブレイクなしで接続している。中山・神岡の挨拶から始まる。 |
| 15:48頃     | 15:48頃  | 山陰のニュース             | 中山・神岡が山陰のニュースを伝える。 |
| 15:49頃     | 15:49頃  | 16時台ラインナップ         | 中山・神岡がこの後の16時台（16:20頃 - 16:45）のラインナップを伝える。 |
| 15:50       | 15:50    | ■ news every.・第1部       | ステーションブレイクなしで接続。「オープニング」と「トップニュース」をネット。 |
| 15:57頃     | 15:57頃  | 山陰のニュース             | 『news every.・第1部』任意ネット枠「くわしくッ･天気」を差し替え。福谷・小林が山陰のニュースを伝える。 |
| 16:00頃     | 16:00頃  | 気象情報                   | 『news every.・第1部』任意ネット枠「くわしくッ･天気」を差し替え。中山・神岡が山陰の天気を伝える。 |
| 16:02頃     | 16:02頃  | One天気クイズ              | 中山・神岡が日本海テレビアプリにて実施される「One天気クイズ」の投票を案内する。 |
| 16:06頃     | 16:06頃  | ■ news every.・第1部       | 「4時コレ」をネット（日本テレビ・日本海テレビの編成の都合により「4時コレ」が途中飛び降りとなる場合がある）。 |
| 16:20頃     | 16:20頃  | 16時台オープニング         | 中山・神岡がゲストコメンテーターを紹介する。 |
| 16:21頃     | 16:21頃  | One天気クイズ              | 中山・神岡が日本海テレビアプリにて実施される「One天気クイズ」の投票を案内する。 |
| 16:21頃     | 16:21頃  | 曜日別コーナー・1          | 月曜日「山陰スカイウォーカー」「最高の旬カン」、火曜日「駅から1万歩の旅」「特集」、水曜日「中継」「リポート」、火曜日・木曜日「ウラガワ」、木曜日「山陰のマル活!」「推しえて!山陰」、金曜日「中継」「海と日本PROJECT in とっとり」。                                                                            |
| 16:30頃     | 16:30頃  | 曜日別コーナー・2          | 月曜日「Oneスポーツ」、火曜日「Oneトレ」、水曜日「Oneリポ」、木曜日「Oneタメ」、金曜日「キックオフ! GAINARE」「Oneカル」「Oneイベ」。 |
| 16:40頃     | 16:39頃  | 気象情報・16時台           | 『news every.・第1部』任意ネット枠「ワンポイント天気」（16:30頃 - 16:33頃）の差し替え扱い。田中井が日本海テレビ鳥取本社第1スタジオまたは日本海テレビ鳥取本社前から山陰の天気を伝える（「ワンポイント天気」とは違い、全国の天気はない）。日本海テレビアプリにて実施された「One天気クイズ」の投票結果を発表する。 |
| 16:44頃     | 16:44頃  | 18時台ラインナップ         | 中山・神岡がこの後の18時台（18:15 - 19:00）のラインナップを伝える。 |
| 16:45       | 16:45    | ■ news every.・第2部       | ステーションブレイクなしで接続。中盤の「木原さんのお天気」については差し替えなしで放送（直前に放送されている「きょうのevery.特集」のみ日本海テレビの番組宣伝に差し替え）。 |
| 17:53       | 17:53    | ■ news every.・第3部       | ステーションブレイクなしで接続。NNN系列28局ネット。 |
| 18:15       | 18:15    | 18時台オープニング         | ステーションブレイクなしで接続。中山・神岡がゲストコメンテーターを紹介する。 |
| 18:15頃     | 18:15頃  | 山陰のトップニュース       | 中山・神岡（ナレーターは福谷・小林も担当）が山陰のニュースを伝える。 |
| 18:17頃     | 18:17頃  | ゲストコメンテーターの紹介 | 中山・神岡がゲストコメンテーターを紹介する。 |
| 18:18頃     | 18:18頃  | 山陰のニュース             | 中山・神岡（ナレーターは福谷・小林も担当）が山陰のニュースを伝える。 |
| 18:29頃     | 18:29頃  | 特集・1                    | 自社制作の他、『news every.・第3部』関東ローカルパートの「every.特集」「気になる!」や系列局制作の特集などを録画ネットしたりすることもある。 |
| 18:34頃     | 18:34頃  | 特集・2                    | 自社制作の他、『news every.・第3部』関東ローカルパートの「every.特集」「気になる!」や系列局制作の特集などを録画ネットしたりすることもある。 |
| 18:40頃     | 18:40頃  | 気象情報・18時台           | 田中井が日本海テレビ鳥取本社第1スタジオから山陰の天気を伝える。 |
| 18:45頃     | 18:45頃  | フラッシュニュース         | 福谷・小林が山陰のニュースをコンパクトに伝える。『news every.・第2部』任意ネット枠および『news every.・第3部』NNN枠「news file」の山陰版。 |
| 18:53頃     | 18:53頃  | 特集・3                    | 自社制作の他、『news every.・第3部』関東ローカルパートの「every.特集」「気になる!」や系列局制作の特集などを録画ネットしたりすることもある。 |
| 18:59頃     | 18:59頃  | エンディング               | 田中井が改めて日本海テレビ鳥取本社第1スタジオから山陰の天気のポイントを伝える。 |
| 19:00       | 19:00    | 番組終了                   | 後続番組へステーションブレイクなしで接続している。 |

### 祝日や年末年始、ゴールデンウイーク、お盆の期間におけるタイムテーブル
祝日や年末年始、ゴールデンウイーク、お盆の期間は16時台を臨時に休止し、『news every.・第1部』を臨時フルネット（この場合、山陰のニュースは15:48.30 - 15:50に変更。「くわしくッ･天気」「ワンポイント天気」も差し替えなしで放送）するか、その他の特別番組（この場合、15:48.30 - 15:50はステーションブレイクに変更）を放送することがある。それ以外であっても特別番組を放送するため16時台と『news every.・第1部』の任意ネット枠を臨時に休止する場合は、鳥取本社第1スタジオではなく報道スタジオを使用するため祝日や年末年始、ゴールデンウイーク、お盆の期間と同様の扱いとなる。また、一部の祝日は『news every.・第1部』自体を休止としており（「くわしくッ･天気」「ワンポイント天気」も休止。『news every.・第2・3部』は通常通り）、その場合、日本テレビにおける『news every.・第1部』休止に伴う代替番組を同時ネットするか、自主編成番組を放送して穴埋めする。なお、毎年1月第2月曜日（成人の日）は、『全国高等学校サッカー選手権大会 決勝』中継（日本テレビを中心とした民間放送43社共同制作であるため、準決勝2試合（毎年1月第2月曜日の前々日（土曜日））・決勝1試合（毎年1月第2月曜日（成人の日））の合計3試合は地元校が敗退した場合でも必ずネットしなければならない。ただし、編成の都合上、日本テレビ系列以外の局は録画ネットとなる）のため、中継の延長の有無にかかわらず『news every.・第1部』自体が休止、『news every.・第2部』が5分短縮（16:50 - 17:53）となる。
- ■ … 日本テレビと同時ネット。
- □ … 時差ネット。

| 時刻     | 放送内容             | 備考 |
| -------- | -------------------- | --- |
| 15:48.30 | オープニング         | 『ミヤネ屋』からステーションブレイクなしで接続している。                                                                                        |
| 15:48頃  | 山陰のニュース       | 山陰のニュースを伝える。 |
| 15:49頃  | 18時台ラインナップ   | この後の18時台（18:15 - 19:00）のラインナップを伝える。                                                                                         |
| 15:50    | ■ news every.・第1部 | ステーションブレイクなしで接続。「くわしくッ･天気」（15:57頃 - 16:03頃）「ワンポイント天気」（16:30頃 - 16:33頃）については差し替えなしで放送。 |
| 16:45    | ■ news every.・第2部 | 中盤の「木原さんのお天気」については差し替えなしで放送（直前に放送されている「きょうのevery.特集」のみ日本海テレビの番組宣伝に差し替え）。      |
| 17:53    | ■ news every.・第3部 | ステーションブレイクなしで接続。NNN系列28局ネット。                                                                                             |
| 18:15    | 18時台オープニング   | ステーションブレイクなしで接続。 |
| 18:15頃  | 山陰のトップニュース | 山陰のニュースを伝える。 |
| 18:18頃  | 山陰のニュース       | 山陰のニュースを伝える。 |
| 18:29頃  | 特集・1              | 自社制作の他、『news every.・第3部』関東ローカルパートの「every.特集」「気になる!」や系列局制作の特集などを録画ネットしたりすることもある。     |
| 18:34頃  | 特集・2              | 自社制作の他、『news every.・第3部』関東ローカルパートの「every.特集」「気になる!」や系列局制作の特集などを録画ネットしたりすることもある。     |
| 18:40頃  | 気象情報・18時台     | 山陰の天気を伝える。 |
| 18:45頃  | フラッシュニュース   | 山陰のニュースをコンパクトに伝える。『news every.・第2部』任意ネット枠および『news every.・第3部』NNN枠「news file」の山陰版。                  |
| 18:53頃  | 特集・3              | 自社制作の他、『news every.・第3部』関東ローカルパートの「every.特集」「気になる!」や系列局制作の特集などを録画ネットしたりすることもある。     |
| 18:59頃  | エンディング         | |
| 19:00    | 番組終了             | 後続番組へステーションブレイクなしで接続している。                                                                                              |

## 番組内コーナー

### 16時台
祝日や年末年始、ゴールデンウイーク、お盆の期間は臨時に休止し、『news every.・第1部』を臨時フルネット（この場合、山陰のニュースは15:48.30 - 15:50に変更。「くわしくッ･天気」「ワンポイント天気」も差し替えなしで放送）するか、その他の特別番組を放送（この場合、15:48.30 - 15:50はステーションブレイクに変更）することがある。それ以外であっても特別番組を放送するため16時台と『news every.・第1部』の任意ネット枠を臨時に休止する場合は、鳥取本社第1スタジオではなく報道スタジオを使用するため祝日や年末年始、ゴールデンウイーク、お盆の期間と同様の扱いとなる。また、一部の祝日は『news every.・第1部』自体を休止としており（「くわしくッ･天気」「ワンポイント天気」も休止。『news every.・第2・3部』は通常通り）、その場合、日本テレビにおける『news every.・第1部』休止に伴う代替番組を同時ネットするか、自主編成番組を放送して穴埋めする。なお、毎年1月第2月曜日（成人の日）は、『全国高等学校サッカー選手権大会 決勝』中継（日本テレビを中心とした民間放送43社共同制作であるため、準決勝2試合（毎年1月第2月曜日の前々日（土曜日））・決勝1試合（毎年1月第2月曜日（成人の日））の合計3試合は地元校が敗退した場合でも必ずネットしなければならない。ただし、編成の都合上、日本テレビ系列以外の局は録画ネットとなる）のため、中継の延長の有無にかかわらず『news every.・第1部』自体が休止、『news every.・第2部』が5分短縮（16:50 - 17:53）となる。
- オープニング
  - 中山・神岡の挨拶から始まる。
- 16時台ラインナップ
  - 中山・神岡がこの後の16時台（16:20頃 - 16:45）のラインナップを伝え、『news every.・第1部』にステーションブレイクなしで接続する。
- 山陰のニュース
  - 福谷・小林が山陰のニュースを伝える。『news every.・第1部』任意ネット枠「くわしくッ･天気[注釈 24]」（15:57頃 - 16:03頃、関東・静岡の天気・週間予報）の差し替え。
  - 祝日や年末年始、ゴールデンウイーク、お盆の期間は15:48.30 - 15:50に変更することがある。この場合は報道スタジオを使用する。
- 気象情報
  - 中山・神岡が山陰の天気[注釈 25]を伝える。『news every.・第1部』任意ネット枠「くわしくッ･天気[注釈 24]」（15:57頃 - 16:03頃、関東・静岡の天気・週間予報）の差し替え。
  - 尺の都合や特別編成等（祝日や年末年始、ゴールデンウイーク、お盆の期間を除く）で「気象情報・16時台」（月 - 木曜日16:40頃 - 16:44頃、金曜日16:39頃 - 16:44頃、『news every.・第1部』任意ネット枠「ワンポイント天気」（16:30頃 - 16:33頃）の差し替え。）が休止となる場合は田中井の担当に変更される。この場合は、代わりに『news every.・第1部』任意ネット枠「ワンポイント天気」が臨時ネットされる（日本テレビの編成の都合により「ワンポイント天気」自体が休止となる場合がある）。
  - 祝日や年末年始、ゴールデンウイーク、お盆の期間は休止となる。この場合は『news every.・第1部』任意ネット枠「くわしくッ･天気」が臨時ネットされる。
- One天気クイズ
  - 日本海テレビアプリにて投票。締め切りは16:30。「気象情報・16時台」で結果が発表される。
- 気象情報・16時台[53][54][55]
  - 田中井が日本海テレビ鳥取本社第1スタジオまたは日本海テレビ鳥取本社前から山陰の天気[注釈 25]を伝える。また、「One天気クイズ」の結果も発表される。金曜日は週末の天気を放送するため月 - 木曜日よりも約1分長くなる。『news every.・第1部』任意ネット枠「ワンポイント天気[注釈 26]」（16:30頃 - 16:33頃、関東の天気・全国16か所のあすの天気（札幌、釧路、青森、仙台、東京、新潟、長野、金沢、名古屋、大阪、鳥取、広島、高知、福岡、鹿児島、那覇）。こちらは木原とそらジローがそらジローとあす（月 - 木曜日）・週末（金曜日）の関東の天気のポイントとなるイラストを描いたものを紹介）の差し替え扱いだが、編成の都合上、日本テレビとは時間が異なる。また、差し替え元の「ワンポイント天気」とは違い、全国の天気はない（「ワンポイント天気」の一部（最後の約30秒程度。全国の天気）を撮って出しで時差ネットもしていない）[注釈 27]。
  - 2024年7月1日から7月9日までは「町田朱理のあしたがもっと明るくなる天気情報・16時台」または「町田朱理の天気情報・16時台」、2024年7月10日から2025年3月21日までは「町田朱理のあしたがもっと明るくなる気象情報・16時台」または「町田朱理の気象情報・16時台」だった。災害時など場合により「町田朱理の気象情報・16時台」となる場合があった。
  - 2024年7月1日から2025年3月21日までは、町田があらいぐもとあす（月 - 木曜日）・週末（金曜日）の山陰の天気のポイントとなるイラストを描いたものも紹介していた。
  - 2024年9月2日からは日本海テレビ鳥取本社前からの中継となる場合がある（悪天候の場合は日本海テレビ鳥取本社第1スタジオに変更）。
  - 2024年7月1日から2025年3月21日までは、町田が休演の場合（祝日や年末年始、ゴールデンウイーク、お盆の期間を除く）は「気象情報・16時台」に変更し、中山・神岡が山陰の天気予報を伝えていた。
  - 尺の都合や特別編成等（祝日や年末年始、ゴールデンウイーク、お盆の期間を除く）で「気象情報・16時台」が休止となる場合は気象情報（『news every.・第1部』任意ネット枠「くわしくッ･天気」（15:57頃 - 16:03頃）の差し替え。）が田中井の担当に変更される。この場合は、代わりに『news every.・第1部』任意ネット枠「ワンポイント天気」が臨時ネットされる（日本テレビの編成の都合により「ワンポイント天気」自体が休止となる場合がある）。
  - 祝日や年末年始、ゴールデンウイーク、お盆の期間は休止となる。この場合は『news every.・第1部』任意ネット枠「ワンポイント天気」が臨時ネットされる。
- 18時台ラインナップ
  - 中山・神岡がこの後の18時台（18:15 - 19:00）のラインナップを伝え、『news every.・第2部』にステーションブレイクなしで接続する。

曜日別コーナー
- 月曜日
  - 山陰スカイウォーカー
    - 岩本がドローンカメラの目線で山陰各地を旅する。

  - 最高の旬カン
    - 岩本がまさに旬を迎える食材を獲りにいく。

  - Oneスポーツ[注釈 28]
    - 石原が山陰のスポーツ情報を伝える。
    - 2025年3月24日までは「Oneスポ」だった。
- 火曜日
  - 駅から1万歩の旅
    - 福谷が町を歩き、山陰各地の魅力をあぶりだす。2024年11月5日から木曜日から火曜日に変更された。2025年2月4日（火曜日）は「キックオフ! GAINARE」に振り替えたため、2025年2月3日（月曜日）に変更された。

  - Oneトレ[注釈 29]
    - 村尾・福谷・石原・定常がトレンド情報を伝える。
- 水曜日
  - 中継
    - 安田・薄井が山陰の旬のスポットから生中継。なお、再編集版が18時台の「リポート」で放送されることがある。

  - Oneリポ[注釈 30]
    - 山陰の各ケーブルテレビ局からのリポートを伝える。
- 木曜日
  - 山陰のマル活!
    - 定常が山陰の様々な活動にスポットを当てる。2024年11月14日から火曜日から木曜日に変更された。

  - Oneタメ[注釈 31]
    - 中尾・小林・神岡がエンターテインメント情報を伝える。内容によっては『news every.・第1部』任意ネット枠を時差ネットしたりすることもある。
- 金曜日
  - 中継
    - 中尾・岩本・岡村が山陰の旬のスポットから生中継。金曜日のみ『news every.・第1部』任意ネット枠「every.特集・第1部」（「いまダケッ」）の差し替え扱い[注釈 32]。なお、再編集版が18時台の「リポート」で放送されることがある。
    - 『オンガクお嬢』に関係する場合、中尾がオンガクお嬢として出演する。

  - キックオフ! GAINARE
    - 福谷・岡村がガイナーレ鳥取の情報を伝える。2025年2月4日（火曜日）にも放送。

  - Oneカル[注釈 33]
    - 岩本がカルチャー情報を伝える。

  - Oneイベ[注釈 34]
    - 岩本がイベント情報を伝える。

  - 海と日本PROJECT in とっとり[注釈 35][56][57]
    - 岩本が担当。
- 月曜日・火曜日・木曜日
  - ウラガワ
    - 普段立ち入ることができない場所に潜入して取材する。
- 火曜日・木曜日
  - 推しえて!山陰
    - 山陰の推し活に密着する。

過去のコーナー
- きょうのOneチョイス
  - 日本海テレビアプリにて投票。締め切りは16:30。16:43頃に結果が発表された。
- 達人に入門
  - ケビン・川津・一輝が人気タレントを目指して各業界の達人に入門した。
  - 尺の都合により休止・延期となる場合があった。

### 18時台
祝日や年末年始、ゴールデンウイーク、お盆の期間は報道スタジオを使用し、キャスター1名のみの担当となる。それ以外であっても特別番組を放送するため16時台と『news every.・第1部』の任意ネット枠を臨時に休止する場合は、鳥取本社第1スタジオではなく報道スタジオを使用するため祝日や年末年始、ゴールデンウイーク、お盆の期間と同様の扱いとなる。
- 山陰のトップニュース
  - 中山・神岡（ナレーターは福谷・小林も担当）が山陰のトップニュースを伝える。
- 山陰のニュース
  - 中山・神岡（ナレーターは福谷・小林も担当）が山陰のニュースを伝える。
- 特集
  - 自社制作の他、『news every.・第3部』関東ローカルパートの「every.特集」「気になる!」や『キャッチ!』（中京テレビ）、『かんさい情報ネットten.』（読売テレビ）、『テレビ派』（広島テレビ）、『kry news every.』（山口放送）、『フォーカス徳島』（四国放送）、『RNC news every.』（西日本放送）、『NEWS CH.4』（南海放送）、『こうちeye』（高知放送）、『めんたいワイド』（福岡放送）など系列局制作の特集などを録画ネットあるいは先行ネットしたりすることもある（番組により、上側の見出しテロップは当番組のものに差し替える場合または省略する場合あり。「every.特集」「気になる!」の場合は左上の『news every.』出演者のワイプも省略）。なお、自社制作の特集が系列局で録画ネットされることもある。
  - 『テレビ派』、『kry news every.』、『フォーカス徳島』、『RNC news every.』、『NEWS CH.4』、『こうちeye』の特集については「中四国の話題」として放送される場合が多い。
  - 2024年9月27日までは尺の都合で「きょうコレ」を放送しない場合、代わりに系列局制作の特集などを録画ネットしたりすることがあった。
- 中継
- リポート（水曜日・金曜日）
  - 16時台「中継」の再編集版。
- 現役警察官が解説!
  - 中山が波田（現役警察官）とともに解説する。『ニュースevery日本海』で放送されていた同名コーナーを引き継いでいる。
- 読み解く
  - 小林・村尾が担当。『ニュースevery日本海』で放送されていた同名コーナーを引き継いでいる。場合により16時台に放送する場合もある（その日に「現役警察官が解説!」を放送する場合などが該当）。
- アクション!みんなの防災（毎月1回）
  - 小林が担当。防災について考える。
- 山陰ビジネスNavi
  - 山陰の元気な企業を紹介する。『ニュースevery日本海』で放送されていた同名コーナーを引き継いでいる。
- 気象情報・18時台[53][54][55]
  - 田中井が日本海テレビ鳥取本社第1スタジオから山陰の天気[注釈 25]を伝える。また、田中井があす（月 - 木曜日）・週末（金曜日）の山陰の天気のポイントとなる文字を書道で描いたものも紹介している。金曜日は週末の天気を放送するため月 - 木曜日よりも約1分長くなる。『ニュースevery日本海』で放送されていた「町田朱理の明日がもっと明るくなる天気情報」を引き継いでいる[注釈 36]。こちらは差し替え元が関東の天気のみであることから、16時台と同様に、全国の天気はない。
  - 2024年7月1日から7月9日までは「町田朱理のあしたがもっと明るくなる天気情報・18時台」または「町田朱理の天気情報・18時台」、2024年7月10日から2025年3月21日までは「町田朱理のあしたがもっと明るくなる気象情報・18時台」または「町田朱理の気象情報・18時台」だった。災害時など場合により「町田朱理の気象情報・18時台」となる場合があった。
  - 2024年7月1日から2025年3月21日までは、町田があらいぐもとあす（月 - 木曜日）・週末（金曜日）の山陰の天気のポイントとなるイラストを描いたものも紹介していた。
  - 2024年7月1日から2025年3月21日までは、町田が休演の場合（祝日や年末年始、ゴールデンウイーク、お盆の期間を除く）は「気象情報・18時台」に変更し、中山・神岡が山陰の天気予報を伝えていた。
  - 祝日や年末年始、ゴールデンウイーク、お盆の期間は「気象情報・18時台」に変更し、キャスターが山陰の天気予報を伝える。
- Oneスポーツ
  - 石原が山陰のスポーツ情報を伝える。
- フラッシュニュース
  - 福谷・小林が山陰のニュースをコンパクトに伝える。『news every.・第2部』任意ネット枠および『news every.・第3部』NNN枠「news file」の山陰版。
- エンディング
  - 祝日や年末年始、ゴールデンウイーク、お盆の期間を除き、田中井が改めて日本海テレビ鳥取本社第1スタジオから山陰の天気のポイントを伝える。

過去のコーナー
- きょうコレ
  - 『news every.・第3部』関東ローカルパートの「きょうコレ」をコーナー途中まで時差ネットしていた（尺の都合で放送しない場合があった）。2024年9月27日をもって終了した。
- 移住CAのはっけん!
  - 宇賀神がWEBマガジンna-na（ナーナ）のCA移住日記で取材した中からオススメのスポットやグルメを紹介する。『ニュースevery日本海』で放送されていた同名コーナーを引き継いでいた。

## 備考
- 『One』開始に伴い、『news every.・第1部』の任意ネット枠は「4時コレ」までの部分ネットとなった。これに伴い、「くわしくッ･天気[注釈 24]」、「every.特集・第1部」（「大逆転家族!」「斎藤佑樹 野球場をつくる!」「キリモリっ!」「いまダケッ」「中継・第1部」など）、「ワンポイント天気[注釈 26]」、「#みんなのギモン」、ならびに「FLY! Paris」（2024年パリオリンピック・2024年パリパラリンピック終了まで）のうち枠の後半（16:20頃 - 16:45）に放送されるものは非ネット（途中打ち切り）となった（ただし祝日や年末年始、ゴールデンウイーク、お盆の期間は引き続き臨時ネット）[注釈 37]。また、「羽生結弦伝えたい思い」など一部コーナーはネットされる場合とされない場合がある（前者は「every.特集・第1部」が『news every.・第1部』の任意ネット枠の前半の場合と『news every.・第2部』の任意ネット枠「every.特集・第2部」の場合、後者は「every.特集・第1部」が『news every.・第1部』の任意ネット枠の後半の場合）。
  - そのため、「くわしくッ･天気」（15:57頃 - 16:03頃。関東・静岡の天気。木原実（木原実事務所代表。気象予報士・防災士、俳優、声優）・そらジローが担当）は山陰のニュース・気象情報（15:57頃 - 16:03頃）[注釈 25]に、「every.特集・第1部」の「いまダケッ」（金曜日16:20頃 - 。関東各地）は「中継」（金曜日16:20頃 - 。山陰各地）に、「ワンポイント天気」（16:30頃 - 16:33頃。関東の天気と全国16か所のあすの天気（札幌、釧路、青森、仙台、東京、新潟、長野、金沢、名古屋、大阪、鳥取、広島、高知、福岡、鹿児島、那覇）。異常気象時は全国16か所のあすの天気を中止し関東の天気のみに変更される場合がある。木原・そらジローが担当）は「町田朱理のあしたがもっと明るくなる気象情報・16時台」（月 - 木曜日16:39頃 - 16:43頃、金曜日16:38頃 - 16:43頃。こちらは山陰の天気のみで全国の天気はなし。「ワンポイント天気」のうち全国の天気を撮って出しで時差ネットもなし。町田朱理（オフィス気象キャスター所属。気象予報士・防災士）が担当）にそれぞれ差し替えとなった[注釈 38][53][54][55]。
  - なお、当番組では『news every.・第2部』の任意ネット枠の「木原さんのお天気[注釈 39]」（木原が担当）をネットしているが（西日本では唯一。ただし直前に放送されている「きょうのevery.特集」（『news every.・第3部』の関東ローカル枠「every.特集・第3部」の予告。「一部地域を除く」という表示がある）は日本海テレビの番組宣伝に差し替え）、こちらは関東の天気と全国5 - 8か所（1か所は東京で、あとはランダム）の週間予報のみとなる（異常気象時は全国5 - 8か所の週間予報を中止し関東の天気のみに変更される場合がある）。
  - また、土曜日に放送されている『news every.サタデー』（日本海テレビでも同一タイトルで放送）の関東ローカル枠「杉江さんのおでかけWeather[注釈 40]」（2024年10月5日から。9月28日までは「杉江さん 教えて天気!」。前半（17:25頃 - 17:26頃）が全国16か所のあすの天気、後半（17:26頃 - 17:28）が関東・山梨・静岡の天気とエンディング（2025年3月29日までは前半（17:25頃 - 17:27.30）が関東・山梨・静岡の天気、後半（17:27.30 - 17:28）が全国16か所のあすの天気とエンディング）。杉江勇次（ウェザーマップ所属。気象予報士）が担当）も気象情報（17:24頃 - 17:25頃。こちらは山陰の天気のみで全国の天気はなし。「杉江さんのおでかけWeather」よりも前に放送されているため、後半の全国の天気を撮って出しで時差ネットすることができない。その日のキャスターが担当）および日本海テレビ独自のエンディング（17:27頃 - 17:28。提供クレジット（提供読みは中尾真亜理（）が担当）と独自のエンドタイトル（「news every.サタデー END」と表示））に差し替えられている（こちらは正月の一部期間のみ臨時ネット）。
- 16時台は『news every.・第1部』の任意ネット枠のうち15:57頃 - 16:03頃（「くわしくッ･天気」）と16:20頃 - 16:45（「every.特集・第1部」「ワンポイント天気」「#みんなのギモン」など）を差し替えて放送しており、当番組に内包されている『news every.』では16:45の飛び乗り・飛び降りポイントや17:53の飛び乗りポイント、18:15の飛び降りポイント以外に明確な枠区切りが無いため、16:20頃の「4時コレ」終了後のCM入りの時点の枠区切り[注釈 41]が前後する場合もあり、尺を日本テレビに合わせるため、調整が非常に多くなっている[12]。そのため、16時台は日によって急遽休止になるコーナーもある。
- コメンテーターが16時台のみの出演となる場合がある。この場合は18時台も鳥取本社第1スタジオを使用する。
- 2024年7月10日から「町田朱理のあしたがもっと明るくなる天気情報」を「町田朱理のあしたがもっと明るくなる気象情報」に変更した。
- 2024年9月2日からは「最高の旬カン」（月曜日。岩本泰平が担当）を開始し、同日からは「町田朱理のあしたがもっと明るくなる気象情報・16時台」（山陰の天気。『news every.・第1部』の任意ネット枠「ワンポイント天気」（関東の天気・全国16か所のあすの予報）の差し替え。町田朱理が担当）では日本海テレビ鳥取本社前からの中継となる場合がある（悪天候の場合などは日本海テレビ鳥取本社第1スタジオに変更）[注釈 42]。
- 2024年11月から「駅から1万歩の旅」と「山陰のマル活!」を入れ替え、「駅から1万歩の旅」が木曜日から火曜日に、「山陰のマル活!」が火曜日から木曜日にそれぞれ変更された。
- 2025年3月18日・19日は『MLB東京シリーズ2025 カブス×ドジャース』中継のため、当番組を休止し、『news every.』（15:48.30 - 18:15。NNN枠は16:45 - 17:10）が放送された。
- 2025年3月21日をもって町田朱理（オフィス気象キャスター所属。気象予報士・防災士）が卒業し、24日から田中井優希（オフィス気象キャスター所属。気象予報士・防災士）が担当している。これに伴い、「町田朱理のあしたがもっと明るくなる気象情報」を「気象情報」に変更した。引き続き、『news every.・第1部』の「ワンポイント天気」は祝日や年末年始、ゴールデンウイーク、お盆の期間を除いて「気象情報・16時台」に差し替える。
- 2025年3月31日からコメンテーターがそれまでの2人から1人に変更された。